# Dynatophysis
Dynatophysis là một chi bướm đêm thuộc họ Cosmopterigidae.